# Aleuroclava jasmini
Bọ phấn nhài trắng (Aleuroclava jasmini) là một loài côn trùng cánh nửa trong họ Aleyrodidae, phân họ Aleyrodinae.
Aleuroclava jasmini được Takahashi miêu tả khoa học đầu tiên năm 1932.